# Bojanala Platinum
Bojanala Platinum (englisch Bojanala Platinum District Municipality) ist ein Distrikt innerhalb der südafrikanischen Provinz Nordwest. Der Sitz der Distriktverwaltung befindet sich in Rustenburg. Bürgermeisterin ist Maria Fetsang Molosiwa.
Benannt ist der Distrikt nach dem Setswana-Wort für Tourismus und dem englischen Wort für Platin, das durch Bergbau in der Region gewonnen wird.

## Gliederung
Die Distriktgemeinde wird von folgenden Lokalgemeinden gebildet:
- Kgetlengrivier
- Madibeng
- Moretele
- Moses Kotane
- Rustenburg

## Demografie
Der Distrikt hat 1.507.505 Einwohner (Stand: 2022) auf einer Gesamtfläche von 18.333 km².

## Nationalparks und Naturschutzgebiete
- Borakalalo-Nationalpark
- Kgaswane Mountain Reserve
- Madikwe-Wildreservat
- Pilanesberg-Nationalpark